# ТЕС Аморебієта
ТЕС Аморебієта – теплова електростанція на півночі Іспанії. 
В 2005 році на майданчику станції ввели в дію парогазовий блок комбінованого циклу потужністю 755 МВт, в кожному дві газові турбіни потужністю по 250 МВт живлять через відповідну кількість котлів-утилізаторів одну парову турбіну з показником 255 МВт. 
Як паливо станція використовує природний газ, який може надходити до регіону по трубопроводам Більбао – Бергара та Гавіота – Лемона.
Для видалення продуктів згоряння кожна газова турбіна отримала димар заввишки 60 метрів.
Видача продукції відбувається по ЛЕП, що працює під напругою 400 кВ.